# Nhamatanda
Nhamatanda – miasto na Mozambiku, w prowincji Sofala.